# Opel Vivaro
Opel Vivaro är en transportbil som finns tillgänglig både som minibuss och lätt lastbil i skåpversion. Modellen är ett resultat av ett samarbete mellan GM Europa och Renault, och tillverkas i en gemensam fabrik som sedan 2002 ägs till lika delar av de båda företagen.
Vivaro har även lanserats under andra varumärken, såsom Renault och Nissan, som ett led i samarbetet mellan tillverkarna. I ett senare skede valde Renault att sälja 10 procent av sin tillverkning till Nissan.
Modellen har vid flera tillfällen mottagit utmärkelser såsom "Van of the Year" och "Bästa transportbil" från olika svenska och internationella branschorganisationer och facktidningar.